# Cogua
Cogua là một khu tự quản thuộc tỉnh Cundinamarca, Colombia. Thủ phủ của khu tự quản Cogua đóng tại Cogua Khu tự quản Cogua có diện tích ki lô mét vuông. Đến thời điểm ngày 28 tháng 5 năm 2005, khu tự quản Cogua có dân số 12485 người.